# Greenwich Street (Manhattan)

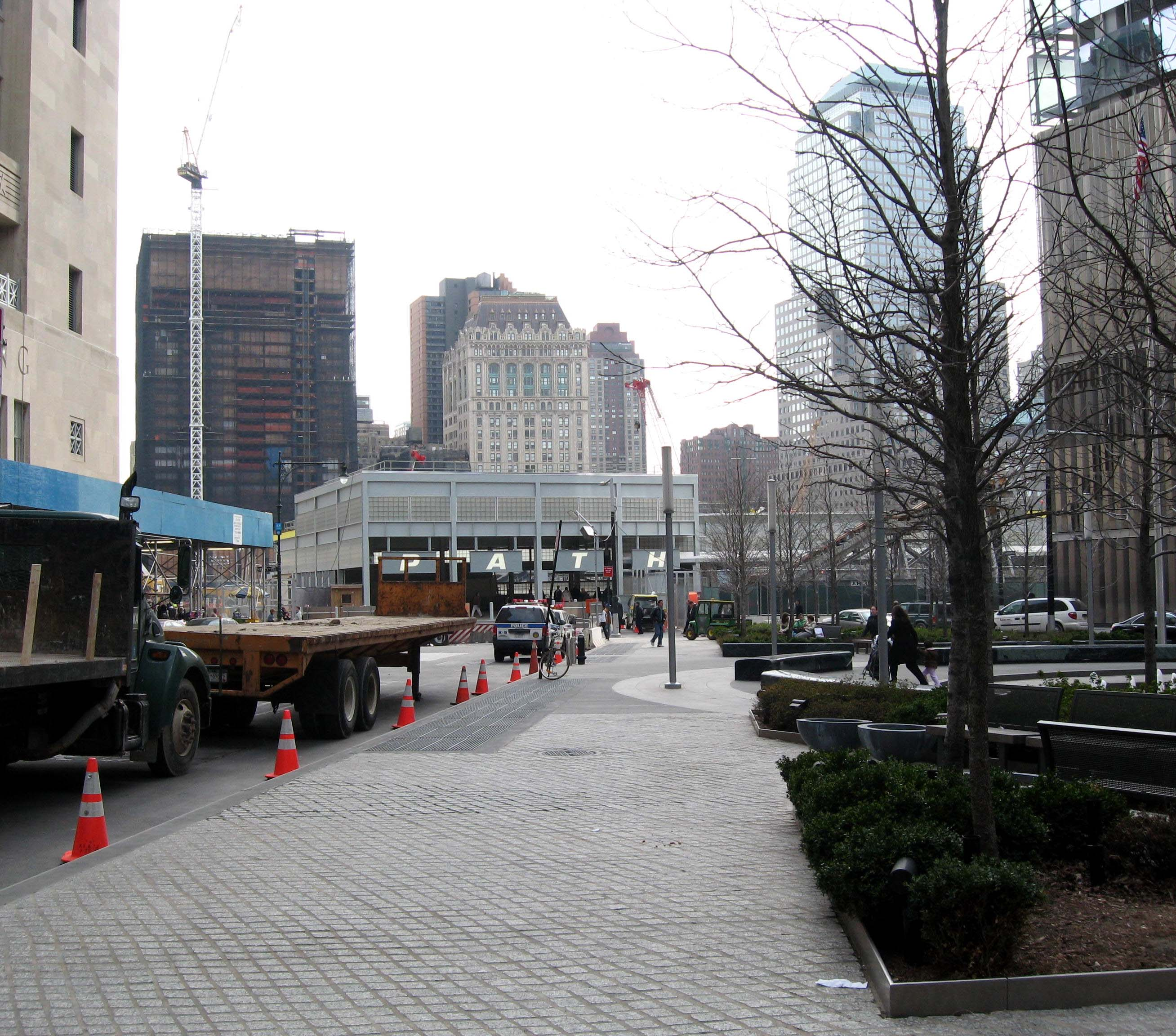
Vorübergehender PATH Eingang an der Vesey Street zwischen West Broadway (links) und Greenwich Street (rechts).

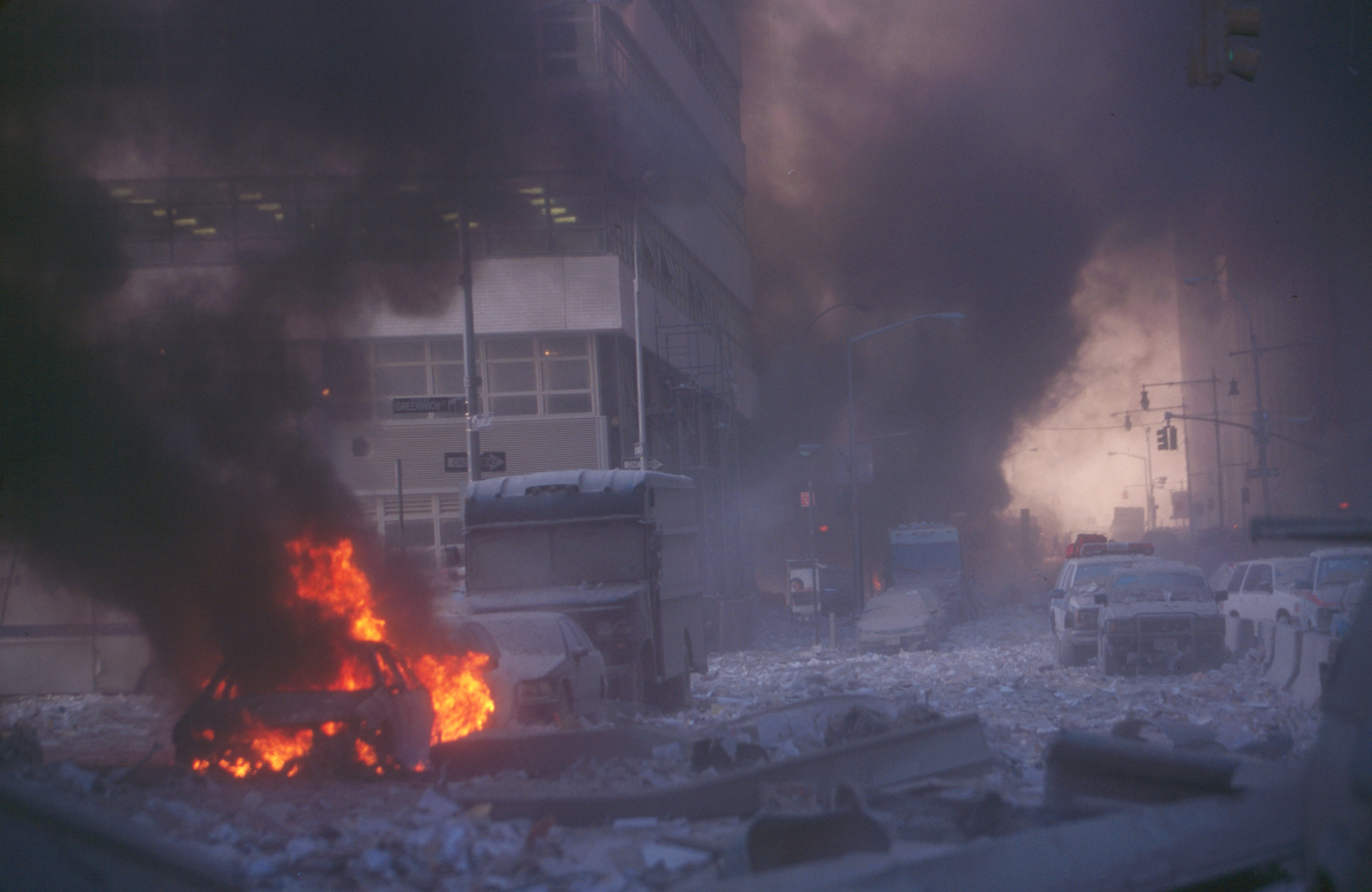
Die Ecke der Kreuzung Greenwich Street und Barclay Street (Blickrichtung Ost) in der Nähe des zerstörten World Trade Center am 11. September 2001.

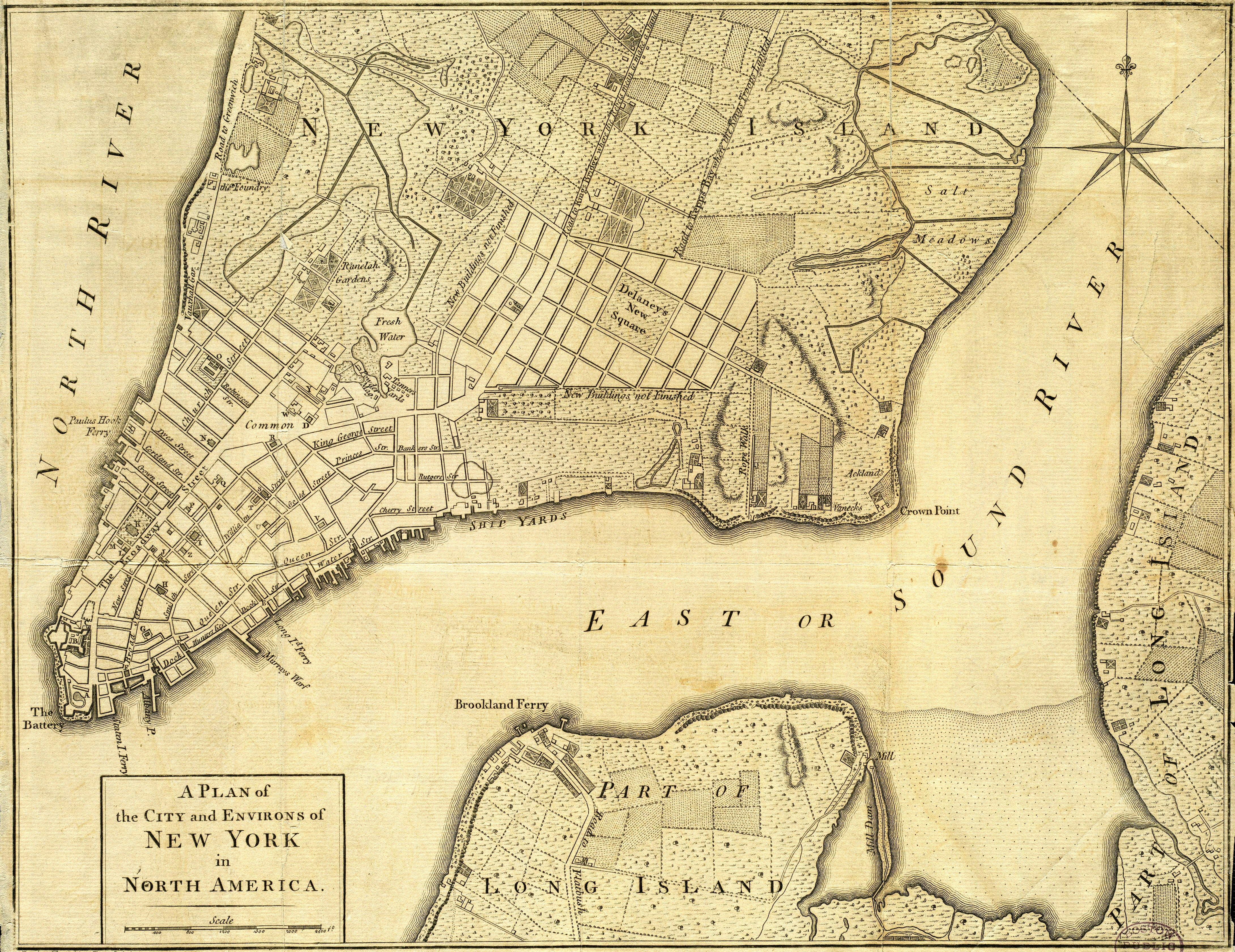
Die „Road to Greenwich“, die auf einer britischen Karte von 1776 direkt am Hudson River verläuft.

Die Greenwich Street ist eine in Nord-Süd-Richtung verlaufende Straße im Süden des New Yorker Stadtbezirks Manhattan, USA. Sie erstreckt sich zwischen der Kreuzung der Ninth Avenue und Gansevoort Street im Meatpacking District im Norden und dem Battery Park im Süden.

## Lage und Verlauf
Die Greenwich Street befindet sich in Downtown Manhattan.
Nördlich der Spring Street verläuft die Greenwich Street als Einbahnstraße Richtung Norden und südlich der Spring Street als Einbahnstraße Richtung Süden. Die wichtigsten Querstraßen, die die Greenwich Street kreuzen sind (von Norden nach Süden): Christopher Street, Houston Street, Canal Street und Chambers Street.
Zwischen der Barclay Street und der Cedar Street durchquert sie das neue World Trade Center. Die neuen Wolkenkratzer Three World Trade Center, Four World Trade Center, 7 World Trade Center und das geplante Two World Trade Center am World Trade Center haben Hausnummern der Greenwich Street. Die Straße führt an der Gedenkstätte National September 11 Memorial and Museum, dem Liberty Park und der U-Bahn-Station World Trade Center (PATH-Station) mit der Haupthalle „Oculus“ vorbei. Manchmal wird diese Straße mit der Greenwich Avenue verwechselt.
Die Greenwich Street durchläuft einige Viertel wie den Meatpacking District, das West Village, Hudson Square und Tribeca. 

## Geschichte
Die frühesten Zeugnisse der Greenwich Street stammen aus den 1790er Jahren, als sie parallel zum Hudson River verlief. Damals trug sie die Bezeichnung Road to Greenwich, weil sie neben dem Broadway die einzige durchgehende Straßenverbindung von Lower Manhattan nach Greenwich Village.
Ende des 18. Jahrhunderts war der südliche Teil der Greenwich Street Teil eines der modernsten Wohnviertel der Stadt, mit vierstöckigen Häusern im Federal Style auf beiden Seiten. Im Norden hingegen wohnten Handwerker und Geschäftsinhaber und einige freie Schwarze. Noch bis in die 1820er Jahre war die Greenwich Street eine begehrte Wohnadresse, doch in den 1850er Jahren waren die wohlhabenden Bewohner weggezogen nach Uptown, und private Wohnhäuser an der Straße waren selten geworden. Einer derjenigen, die eine Zeit blieben, war der Hotelbesitzer Amos Eno, bis er ging, wie seine Tochter berichtete, als er „umzingelt war von Pensionen voll Einwanderern“. 1873 ließ sich die Butter and Cheese Exchange an der Straße nieder, nicht weit entfernt von der Stelle, wo täglich die Milchprodukte an den Güterbahnhöfen ankamen. 1882 errichtete die New York Steam Company an der Kreuzung von Greenwich und Dey Streets ein Werk.

## Nahverkehr
Die Greenwich Street war eine der ersten Straßen, über der in den späten 1860er Jahren Hochbahnen erprobt wurden. Hier verkehrte auch die IRT Ninth Avenue Line, die in den 1940er Jahren abgerissen wurde.
Die IRT Broadway – Seventh Avenue Line verläuft ab der Vesey Street unter der Greenwich Street bis zu deren südlichen Ende.
Die Haltestellen Cortlandt Street (IRT Broadway – Seventh Avenue Line) und Rector Street (IRT Broadway – Seventh Avenue Line) erschließen direkt die Greenwich Street. Andere Haltestellen der New Yorker U-Bahn finden sich in der Nähe der Greenwich Street.
Die World Trade Center (PATH-Station) zwischen der Greenwich Street und der Church Street verbindet fünf U-Bahn-Stationen an der World Trade Center Site miteinander.
Der M11 Bus verkehrt nordwärts auf der Greenwich Street von der Bethune Street bis zur Gansevoort Street. Der M8 Bus quert die Greenwich Street in beide Richtungen: auf Höhe der Christopher Street in westlicher Richtung und auf Höhe der West 10th Street in östlicher Richtung. Ebenso kreuzt der M21 Bus die Greenwich Street in beide Richtungen. Richtung Westen auf Höhe der Houston Street und Richtung Osten auf Höhe der Spring Street.

## Bauwerke
- 88 Greenwich Street